# چینتسیا د کارولیس
چینتسیا دِ کارولیس (ایتالیایی: Cinzia De Carolis؛ زادهٔ ۲۲ مارس ۱۹۶۰) بازیگر اهل ایتالیا است.
از فیلم‌ها یا برنامه‌های تلویزیونی که وی در آن نقش داشته‌است، می‌توان به همان دریا، همان ساحل، گربه نه‌دم و زنی برای نظاره اشاره کرد.